# Lo Campano
Lo Campano, originalmente conocido como San Isidoro de Lo Campano, es un barrio de Cartagena (España) situado en la diputación de Santa Lucía.

## Toponimia
En la comarca del Campo de Cartagena son característicos los topónimos formados por el determinante Lo seguido de un onomástico, como es el caso de Lo Campano. En cuanto a la explicación de este fenómeno, existe un debate en el que participan historiadores y lingüistas: así, Alfonso Grandal López argumentó que se debía a una contracción de la fórmula «Lo de + apellido», haciendo referencia al propietario del terreno en el contexto del repartimiento subsiguiente a la conquista castellana; mientras que Francisco Ramírez Munuera relacionó esta morfología con la toponimia de los lugares de los que eran originarios los repobladores catalanohablantes, concluyendo que se trata de una importación de sus formas de construcción lingüística.

## Historia
La historia de Lo Campano se extiende desde antes de la existencia del barrio. El paraje cobró importancia cuando en 1577 se produjo el alumbramiento de los manantiales de San Francisco, enclavados en el barranco de Orfeo, aunque la canalización del recurso hídrico hacia Cartagena tuvo que esperar hasta mediados del siglo XVIII, cuando por fin se estableció la red que la conducía hasta el depósito del cercano castillo de los Moros y de allí a la urbe.
En cuanto al barrio, fue creado en la década de 1950 como una forma de paliar el problema de escasez de viviendas en la ciudad y de reubicar a los afectados por las inundaciones de Cuevas del Tajo. A partir de 1956 fueron construidas las primeras viviendas, y en 1962 se construyeron nuevos alojamientos destinados a las familias que peor vivían en las cuevas de Lo Campano Viejo y otras partes de la ciudad, como el Molinete.
El barrio se emplaza en un lugar muy contaminado –está rodeado de industrias–, alejado del casco urbano y mal comunicado. Los bloques tienen un estado de conservación bastante malo debido a su antigüedad y progresiva degradación. Esta degradación urbana y medioambiental provoca un sentimiento de marginación con respecto a otros barrios.
A partir de 1975, los vecinos empezaron a organizarse tanto en asociaciones vecinales como en grupos auspiciados por la iglesia. Actualmente, y debido al gran trabajo realizado, se ha conseguido satisfacer un gran número de necesidades básicas. Así, se ha puesto en marcha una escuela infantil –para niños con edades entre 0 y 4 años– con servicio de comedor, una escuela de adultos, un consultorio, un parque infantil, un estanco, biblioteca, dos tiendas y hasta un equipo de fútbol.

## Demografía
Según el padrón municipal de 2019, la población está formada por 655 vecinos, con una pirámide de población de tipo campana, presentando un alto índice de natalidad y donde más del 55% de la población es menor de 30 años.[cita requerida] El nivel económico de los vecinos del barrio es muy bajo, existiendo como únicas empresas pequeños comercios. Aproximadamente el 70% de la población está desempleada, afectando especialmente al sector más joven de la población, siendo muy frecuente la economía sumergida y los contratos de tipo eventual. En el plano educativo, es de destacar el alto índice de absentismo escolar y un analfabetismo funcional que afecta a más del 50% de la población. Un 40% de los jóvenes entre 15 y 24 años carece de estudios de cualquier tipo y solo un 11% de los jóvenes entre 20 y 24 años inició estudios de formación profesional o bachillerato. Estas graves carencias formativas dificultan la integración en el mercado laboral de los jóvenes.
Todos estos factores hacen que nos encontremos con un barrio donde predomina la cultura de la marginalidad, con una población con escasa confianza en sus posibilidades personales y comunitarias y, por tanto, con un nivel de compromiso casi nulo, dominados por la dependencia, la resignación y la espera pasiva. La pobreza ha facilitado la entrada de droga en el barrio, convirtiéndolo en uno de los «supermercados» de la droga más populares de todo el Levante.

## Transporte y comunicaciones

### En autobús
La siguiente línea urbana de ALSA (TUCARSA) presta servicio a la localidad:
| Línea | Recorrido                             |
| ----- | ------------------------------------- |
| 5     | Lo Campano - Los Gabatos / La Vaguada |